# كاتسويوكي ميازاوا
كاتسويوكي ميازاوا (باليابانية: 宮沢 克行) (15 سبتمبر 1976 في ناراشينو في اليابان – )؛ هو لاعب كرة قدم ياباني سابق كان يلعب كلاعب وسط.

## وصلات خارجية
- كاتسويوكي ميازاوا على موقع رابطة كرة القدم اليابانية للمحترفين (اليابانية)
- كاتسويوكي ميازاوا على موقع قاعدة بيانات كرة القدم.إي يو (الإنجليزية)
- كاتسويوكي ميازاوا على موقع Soccerway.com (الإنجليزية)
- كاتسويوكي ميازاوا على موقع عالم كرة القدم.نت (الإنجليزية)
- كاتسويوكي ميازاوا على موقع كووورة